# Chimay
Chimay (tiếng Wallon: Chimai) là một đô thị ở Belgian tỉnh Hainaut. Tại thời điểm ngày 1 tháng 1 năm, 2006, Chimay có dân số 9.774 người. Tổng diện tích là 197,10 km² với mật độ dân số là 50 người trên mỗi km². Nguồn sông Oise tọa lạc ở đô thị này.
Đô thị này đã được lập thông qua việc sáp nhập 14 đô thị cũ vào ngày 1 tháng 1 năm, 1977.
Các đơn vị dân cư (tên trong ngoặc là tên theo tiếng Walloon)

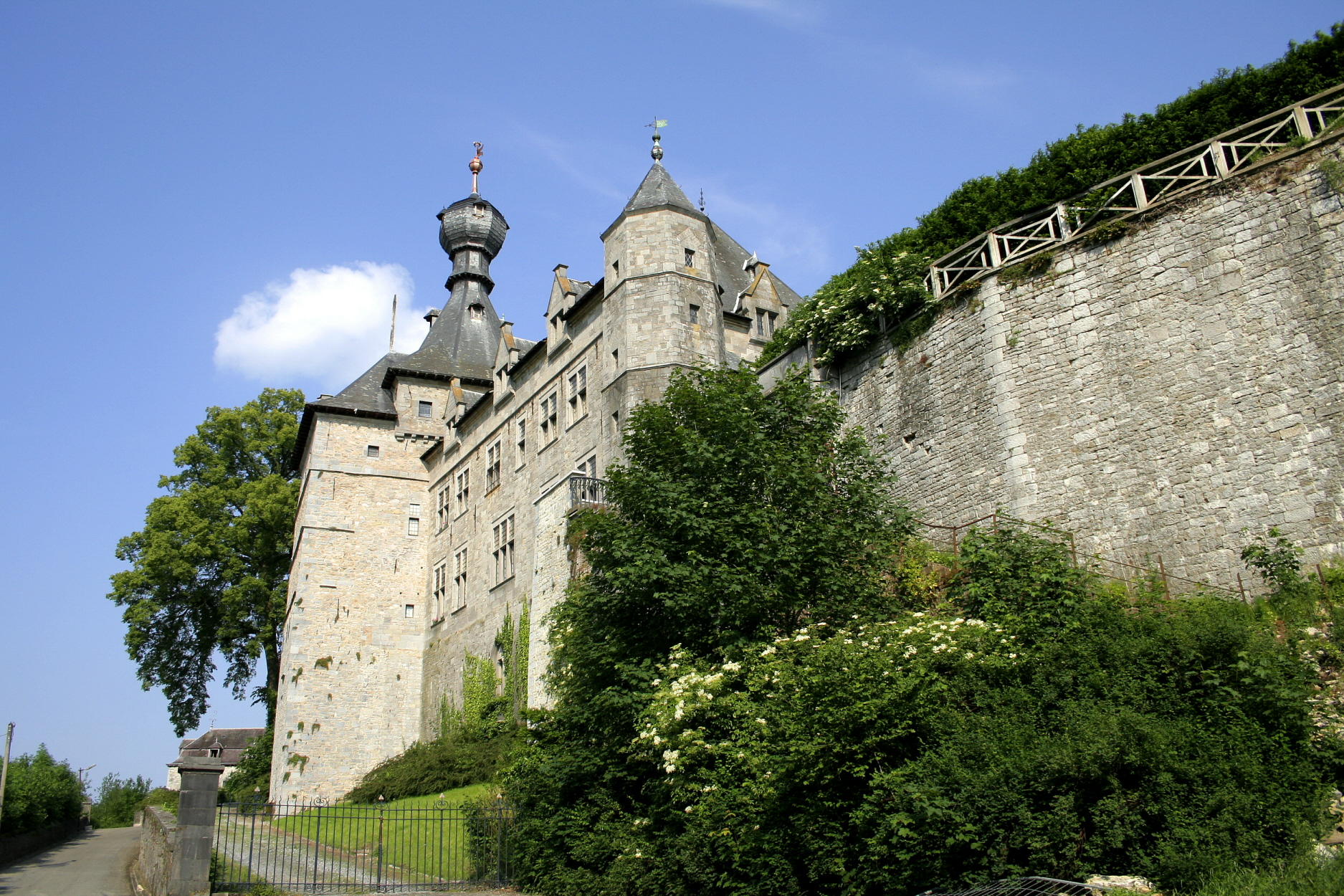
Château de Chimay

- Baileux (Balieu)
- Bailièvre (Bailleve)
- Bourlers (Bourlé)
- Chimay (Chimai)
- Forges (Foidjes)
- L'Escaillère (L'Ecayire)
- Lompret (Lompré)
- Rièzes (Rieze)
- Robechies (Robchiye)
- Salles (Sale)
- Saint-Remy (Sint-Rmey)
- Vaulx (Vå)
- Villers-la-Tour (Vilé-al-Tour)
- Virelles (Virele)

## Cư dân địa phương nổi tiếng
- Daniel van Buyten (sinh năm 1978), cầu thủ bóng đá
- Emile Coulonvaux (1892-1966), nhà chính trị
- François Duval (sinh năm 1980)
- Patrick Belpaire (sinh năm 1931), nhà chính trị
- François-Joseph-Philippe de Riquet (1771-1843)
- Thérésa Tallien (1773-1835)

## Thành phố kết nghĩa
- - Ramsgate, Anh, Anh quốc
- - Conflans-Sainte-Honorine, Pháp